# Seixeixet
Seixeixet, coneguda ocasionalment com a Sesh, va ser una noble egípcia, mare del rei Teti, el faraó fundador de la VI dinastia de l'antic Egipte. Seixeixet va ser fonamental en permetre al seu fill aconseguir el tron i reconciliar així dues faccions de la família reial que estaven en guerra.
El 2008, els arqueòlegs van descobrir el que es creu que era la seva piràmide.

## Família
| z · S | z · S | t |

| z · S | z · S | t |

Seixeixet era àvia del rei Pepi I. La reina Iput I, esposa de Teti, era filla del rei Unas, l'últim rei de la V dinastia. La dinastia sorgida de Teti és considerada part de l'Antic Regne d'Egipte, terme designat pels historiadors moderns. No hi va haver cap ruptura a les línies reials ni en la ubicació de la capital per part dels seus predecessors, però es van produir canvis culturals suficientment importants com per concebre l'existència de diferents períodes per part dels estudiosos.
Fins a la recent redescoberta de la seva piràmide, s'havien trobat poques evidències contemporànies sobre Seixeixet. El seu estatus de "Mare de Rei" s'esmenta a la tomba de noble Mehi de principis de la VI dinastia, i es fa referència a ella com a mare de Teti com a remei per a la calvície al Papir Ebers. Teti va anomenar a les seves filles com la seva mare.

## Piràmide

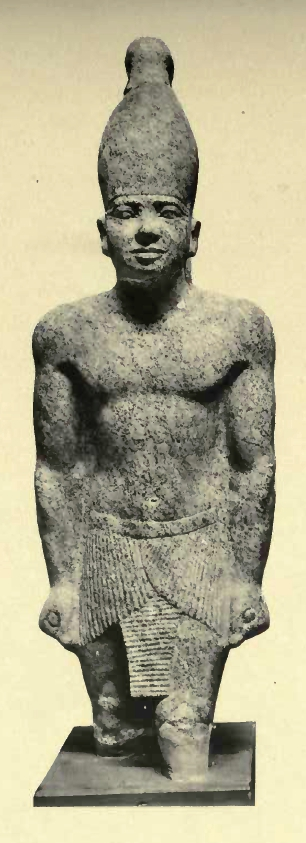
Estàtua de Teti, trobada a prop de la seva piràmide a Saqqara. Museu Egipci del Caire (JE 39103).

El 8 de novembre de 2008, l'arqueòleg egipci Zahi Hawass, secretari general del Consell Suprem d'Antiguitats (SCA), va anunciar que Seixeixet estava enterrada en una piràmide de 4.300 anys a Saqqara que mesura 5 metres d'alt. Hawass va afirmar que aquesta podria ser la piràmide subsidiària més completa de Saqqara. Aquesta tomba és la número 118 entre les antigues piràmides descobertes fins ara a Egipte. La part més gran de la seva carcassa de 2 metres d'ample es va construir amb una superestructura de 5 metres d'alçada.
L'equip de Hawass va començar a excavar el jaciment el 2006 i va descobrir la piràmide el setembre del 2008. L'estructura originalment assolí els 14 metres d'alçada, amb uns laterals de 22 metres de llarg.
Si bé un dia la piràmide va tenir cinc pisos d'alçada, es va descobrir a sota de 7 metres de sorra, un petit santuari i parets de maons de fang d'èpoques posteriors. És la tercera piràmide subsidiària coneguda a la tomba de Teti i originalment feia 14 metres i 22 metres a la seva base, a causa que les seves parets s'havien mantingut en un angle de 51 graus. Enterrada al costat de la piràmide de Saqqara Step, la seva base es troba a dinou metres sota terra.
La piràmide de Seixeixet es troba a prop de dues altres piràmides que van pertànyer a dues esposes d'Unas, Nebet i Khenut. Els arqueòlegs van entrar a la piràmide el 8 de gener de 2009. Les restes de qui es creu que era Seixeixet es van trobar al sarcòfag de la tomba. La mòmia es va trobar embolicada en un sudari a la cambra de 22 metres de llarg per quatre d'amplada. Tot i que els arqueòlegs no van trobar el nom de la reina en jeroglífics, hi ha proves que suggereixen que la mòmia era la de la mare del governant Teti de la VI dinastia. Hawass va comunicar que "es creu que aquestes restes pertanyen a la reina Seixeixet, sobretot perquè la piràmide no va ser construïda per al culte, sinó que era una piràmide sepulcral". Hawass també va declarar que el sarcòfag semblava haver estat saquejat. Els antics saquejadors havien robat la major part dels objectes de valor de dins del sarcòfag, deixant enrere parts del cos, alguna ceràmica i or que s'utilitzava per tapar els dits dels faraons reials. Gràfics antics en bon estat adornen l'estructura.